# ديفيد إدغار (كاتب)
ديفيد إدغار (بالإنجليزية: David Edgar)‏ هو كاتب وكاتب مسرحي بريطاني، ولد في 26 فبراير 1948 في برمنغهام في المملكة المتحدة.

## وصلات خارجية
- ديفيد إدغار على موقع IMDb (الإنجليزية)
- ديفيد إدغار على موقع الموسوعة البريطانية (الإنجليزية)
- ديفيد إدغار على موقع قاعدة بيانات برودواي على الإنترنت (الإنجليزية)
- ديفيد إدغار على موقع قاعدة بيانات الفيلم (الإنجليزية)